# Agelasta columba
Agelasta columba es una especie de escarabajo longicornio del género Agelasta, categorizada en la tribu Mesosini, de la subfamilia Lamiinae. Fue descrita por Pascoe en 1859.

## Descripción
Mide 12-15 mm de longitud.

## Distribución
Se distribuye por Sri Lanka.